# Nockebybanan
| Haltestelle Alléparken: ET 403 wechselt von Links- in Rechtsfahrbetrieb |                      |                                      |                               |
| Übersichtskarte |                      |                                      |                               |
| Streckenlänge: | 5,7 km               |                                      |                               |
| Spurweite: | 1435 mm (Normalspur) |                                      |                               |
| Stromsystem: | 750 V =              |                                      |                               |
| Streckengeschwindigkeit: | 80 km/h              |                                      |                               |
| Zweigleisigkeit: | durchgängig          |                                      |                               |
| |                      |                                      |                               |
| \| \| \| Alvik Übergang 30 31 17 18 19 \| \| \| \| \| \| \| \| \| \| Vidängsvägen sowie über 30 31 (37 m) \| \| \| \| \| Brommadepot \| \| \| \| \| über 17 18 19 (106 m) \| \| \| \| \| Drottningholmsvägen 275 (72 m) \| \| \| \| \| Alléparken \| \| \| \| \| Gleiskreuzung (→ Dagen H) \| \| \| \| \| Alléparken \| \| \| \| \| Klövervägen \| \| \| \| \| \| \| \| \| \| Smedslätten \| \| \| \| \| Ålstensgatan \| \| \| \| \| Ålstens gård \| \| \| \| \| \| \| \| \| \| \| \| \| \| \| Abstellgleis \| \| \| \| \| Djupdalsvägen (28 m) \| \| \| \| \| Höglandstorget \| \| \| \| \| \| \| \| \| \| Olovslund \| \| \| \| \| Nockeby torg \| \| \| \| \| \| \| \| \| \| Nockeby Abstellgleis \| \| |                      |                                      |                               |
| U-Bahn-Kopfbahnhof Streckenanfang |                      | Alvik Übergang 30 31 17 18 19        | Alvik Übergang 30 31 17 18 19 |
| U-Bahn-Überleitstelle / Spurwechsel |                      |                                      |                               |
| |                      | Vidängsvägen sowie über 30 31 (37 m) |                               |
| U-Bahn-Betriebs-/Güterbahnhof Streckenanfang und quer · U-Bahn-Abzweig geradeaus und nach rechts |                      | Brommadepot                          | Brommadepot                   |
| U-Bahn-Kreuzung geradeaus oben |                      | über 17 18 19 (106 m)                | über 17 18 19 (106 m)         |
| |                      | Drottningholmsvägen 275 (72 m)       |                               |
| U-Bahn-Haltepunkt / Haltestelle |                      | Alléparken                           | Alléparken                    |
| |                      | Gleiskreuzung (→ Dagen H)            |                               |
| U-Bahn-Haltepunkt / Haltestelle |                      | Alléparken                           | Alléparken                    |
| U-Bahn-Haltepunkt / Haltestelle |                      | Klövervägen                          | Klövervägen                   |
| U-Bahn-Überleitstelle / Spurwechsel |                      |                                      |                               |
| U-Bahn-Haltepunkt / Haltestelle |                      | Smedslätten                          | Smedslätten                   |
| U-Bahn-Haltepunkt / Haltestelle |                      | Ålstensgatan                         | Ålstensgatan                  |
| U-Bahn-Haltepunkt / Haltestelle |                      | Ålstens gård                         | Ålstens gård                  |
| U-Bahn-Überleitstelle / Spurwechsel |                      |                                      |                               |
| U-Bahn-Abzweig geradeaus und nach links · U-Bahn-Strecke von rechts |                      |                                      |                               |
| U-Bahn-Strecke · U-Bahn-Betriebsstelle Streckenende |                      | Abstellgleis                         | Abstellgleis                  |
| |                      | Djupdalsvägen (28 m)                 |                               |
| U-Bahn-Haltepunkt / Haltestelle |                      | Höglandstorget                       | Höglandstorget                |
| U-Bahn-Überleitstelle / Spurwechsel |                      |                                      |                               |
| U-Bahn-Haltepunkt / Haltestelle |                      | Olovslund                            | Olovslund                     |
| U-Bahn-Haltepunkt / Haltestelle |                      | Nockeby torg                         | Nockeby torg                  |
| U-Bahn-Abzweig geradeaus und nach links · U-Bahn-Strecke von rechts |                      |                                      |                               |
| U-Bahn-Kopfbahnhof Streckenende · U-Bahn-Betriebsstelle Streckenende |                      | Nockeby Abstellgleis                 | Nockeby Abstellgleis          |

Nockebybanan ist eine Linie des Stockholmer Straßenbahnnetzes. Die ganze Strecke wurde 1929 eröffnet. Die Spurweite beträgt 1435 mm. Sie hat sich aus der Straßenbahnlinie 12 entwickelt und endet heute als Zubringer zur Tunnelbana (U-Bahn) an der Station Alvik, an der auch die Tvärbana hält.
Die Nockebybana hat seit 1952 keinen Anschluss mehr an die Innenstadt. 1967 wurde sie bis auf einige hundert Meter bei Alvik im Rahmen des Dagen H auf Rechtsverkehr umgestellt. Um den Bahnhof Alvik mit seinen kurzen Umsteigewegen nicht umbauen zu müssen, erfolgt der Seitenwechsel seitdem mittels einer Kreuzung an der Haltestelle Alléparken. Die vorhandene Wendeschleife wurde in den Jahren danach entfernt. Die Bahn wird seit 14. Juni 2009 vollständig mit Niederflurfahrzeugen betrieben. Die Strecke ist durchgehend zweigleisig.

## Fahrzeuge

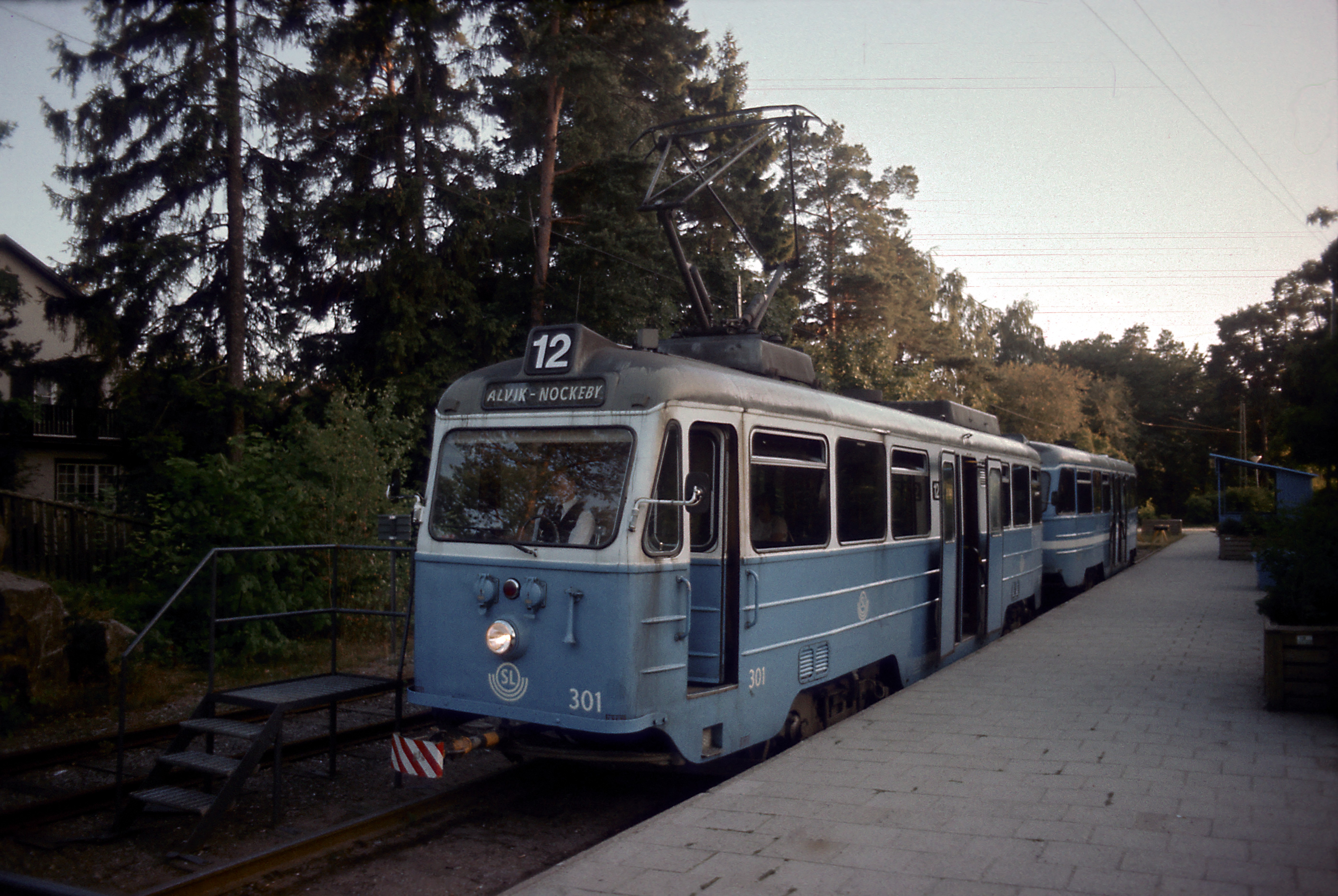
Zug aus A30 und B30 in Nockeby in 1992

Auf der Strecke sind  drei Niederflurtriebwagen des Typs A32 eingesetzt. Diese 30,4 Meter langen Fahrzeuge besitzen 78 Sitzplätze; maximal können sie 211 Personen befördern. Die Höchstgeschwindigkeit beträgt 80 km/h.
Bis zum 14. Juni 2009 waren Drehgestellwagen der Baureihe A24 von ASEA im Einsatz, die in den 1980er-Jahren umfassend modernisiert wurden. Diese Fahrzeuge wurden in den 1940er Jahren für die Strecke Alvik–Ängby gebaut, die seit 1952 zum U-Bahn-Netz gehört. Sie haben Türen auf beiden Seiten, wodurch es möglich war, die Nockebybana nach der Umstellung auf Rechtsverkehr 1967 weiterzubetreiben.

## Betreiber
Am 22. November 2011 hat der Vorstand der für Stockholm zuständigen Managementgesellschaft des Aufgabenträgers (SL) den Verkehr auf der Nockebybana ab August 2012 an Arriva Sverige (heute: VR Sverige) zu vergeben. Um Anreize für den Betreiber zu schaffen, wurde ein Vergütungsmodell gewählt, das auf Fahrgastzahlen beruht und nicht auf Wagen- oder Platzkilometern. Der Vertrag lief ursprünglich bis 2020 und wurde dann bis 2024 verlängert. Ab August 2024 wird der Betrieb von Stockholms Spårvägar übernommen, die Vertragslaufzeit beträgt zehn Jahre.